# 查塔姆 (紐約州村)
查塔姆（英語：Chatham）是位於美國紐約州哥倫比亞縣的村。

## 人口
根據2020年美國人口普查的數據，查塔姆的面積為3.21平方千米，當中陸地面積為3.20平方千米，而水域面積為0.01平方千米。當地共有人口1529人，而人口密度為每平方千米476人。